# Rio Cupen
O Rio Cupen é um rio da Romênia, afluente do Vedea, localizado no distrito de Argeş,

Olt.